# Cheveux bruns
Pour les articles homonymes, voir Brun.
 (février 2023).
Si vous disposez d'ouvrages ou d'articles de référence ou si vous connaissez des sites web de qualité traitant du thème abordé ici, merci de compléter l'article en donnant les références utiles à sa vérifiabilité et en les liant à la section « Notes et références ».

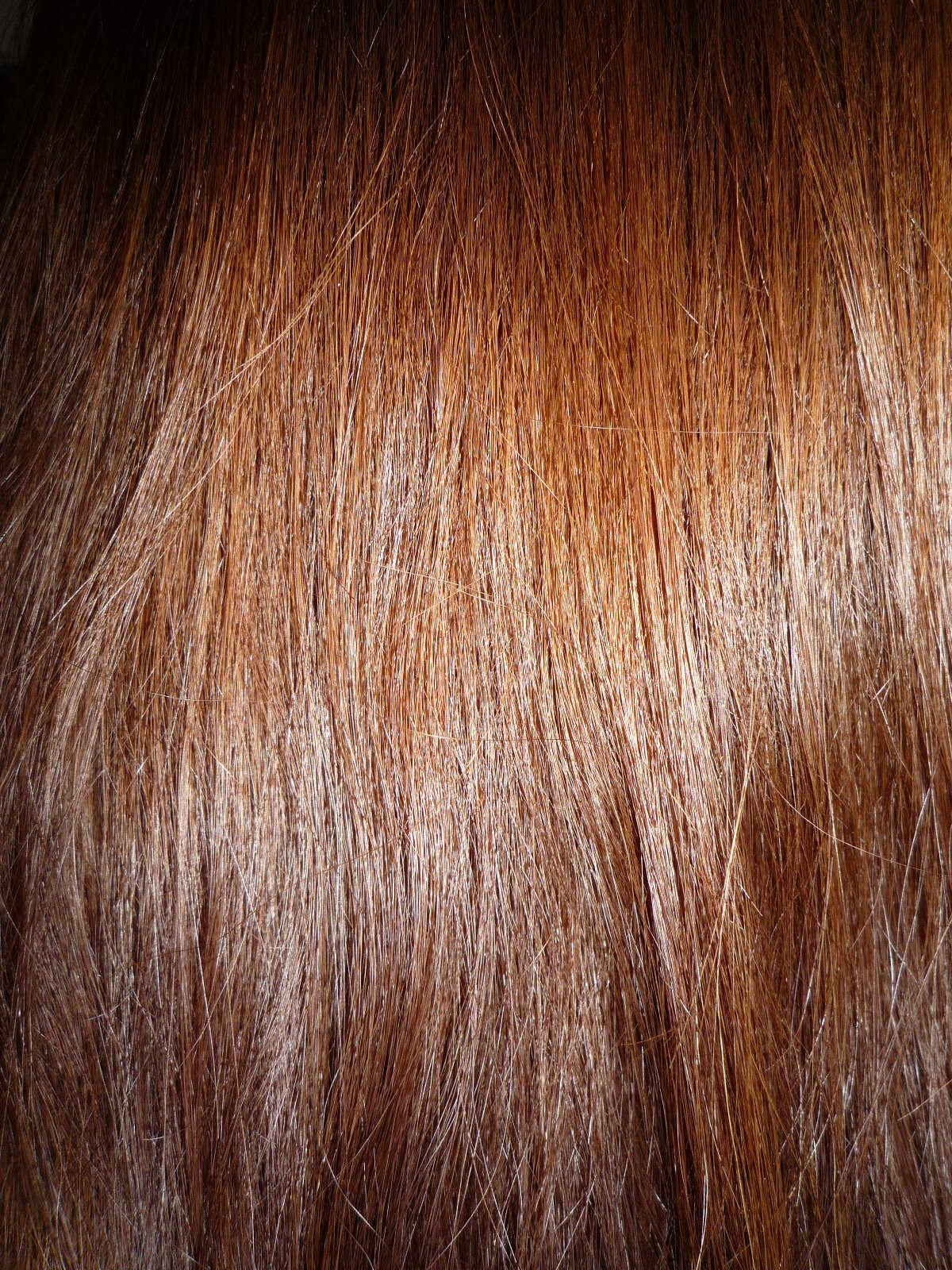
Gros plan sur les cheveux bruns.

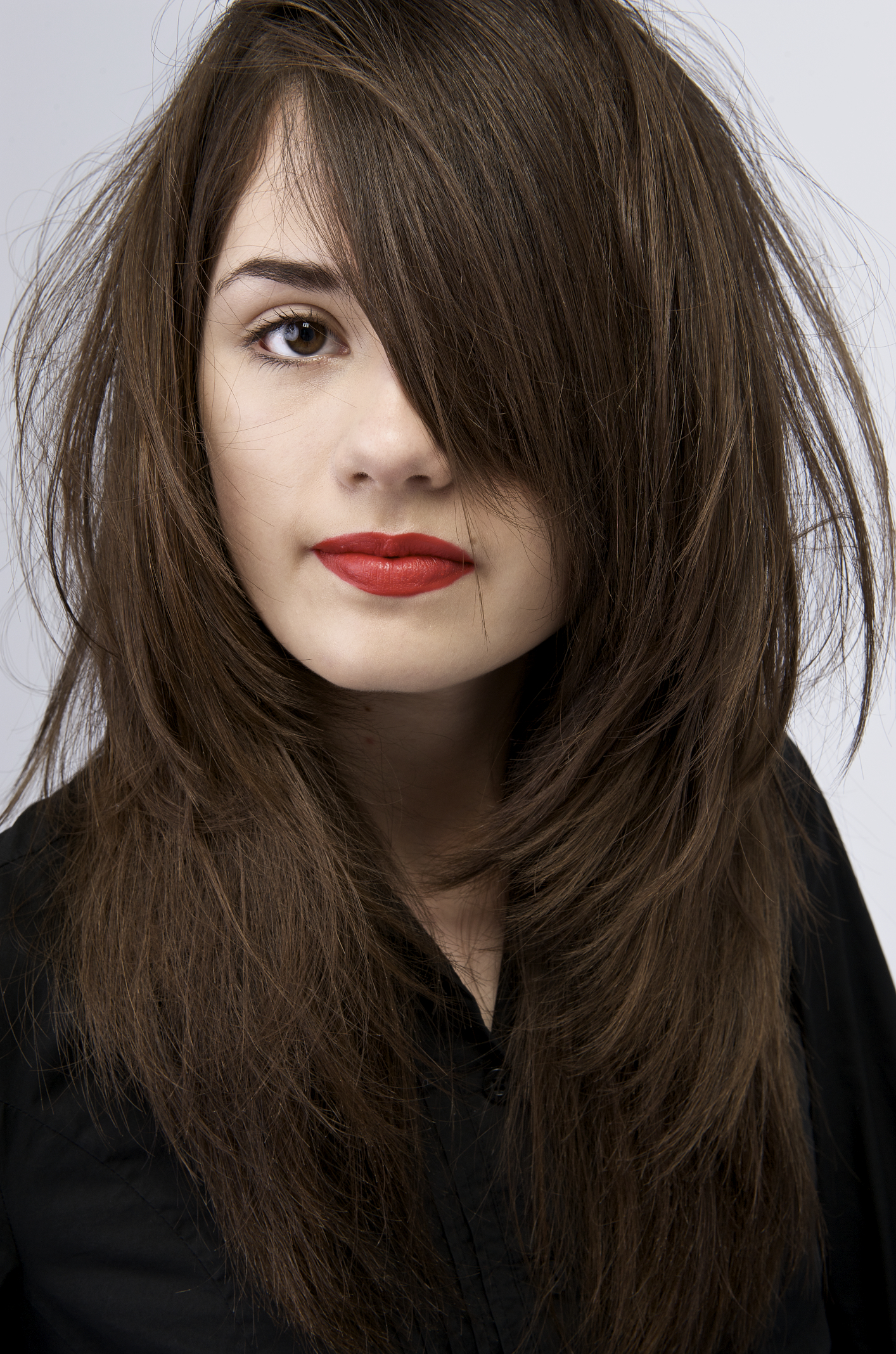
Femme aux cheveux bruns.

Le brun est caractérisé par une quantité plus élevée d’eumélanine (pigment sombre) et une quantité plus faible de phéomélanine (pigment clair). Les cheveux bruns sont plus épais que les blonds, mais moins que les cheveux roux.
Les cheveux bruns sont communs chez les Indo-européens et les habitants de l’Eurasie occidentale, en particulier chez ceux de l’Europe Centrale et du Sud, et de l’Asie occidentale, où il se rapproche du brun-noir et du noir pur. En raison de l’émigration des Européens du XVIe au XXe siècle, on trouve aussi des personnes aux cheveux bruns en Amérique du Nord et du Sud, en Australie, en Afrique du Sud, en Nouvelle-Zélande, en Sibérie et dans d’autres parties de l’Asie et de l’Océanie.

## Étymologie du mot
Brun vient du germanique *brūnaz, de même signification, issu de la racine proto-indo-européenne *bhrūn-, signifiant brun ou gris.
Les individus aux cheveux bruns sont présents dans tous les peuples d’Europe et Indo-européens. En Europe du Nord et en Europe centrale, le brun moyen et le brun clair sont les formes les plus répandues, alors que les teintes plus sombres sont plus courantes sur le reste du continent, comme dans la péninsule Ibérique ou les Îles Britanniques, où elles laissent parfois la place aux cheveux noirs. Le brun (surtout clair et moyen) est aussi la couleur dominante en Australie, au Canada et aux États-Unis parmi les descendants des immigrés venus d’Europe du Nord, du centre et de l’Est (Britanniques, Allemands, Scandinaves, Polonais, et Russes). Le brun est aussi dominant en Amérique Latine, surtout le brun foncé, parmi les métis, les mulâtres et les descendants d’émigrés espagnols, portugais, italiens et autres européens du Sud. Dans le sud Brésil, en Argentine et au Chili, le brun moyen et le brun clair sont fréquents parmi les descendants d’Européens du Sud (Espagnols, Portugais, Italiens), du Nord, du Centre et de l’Est (Allemands, Scandinaves, Britanniques, Polonais, et Russes). En Argentine et au Chili, le brun (clair et moyen) sont très communs de nos jours, mais il l’était beaucoup moins à l’époque où ces pays sont devenus indépendants.
Différentes teintes de brun sont aussi très communes en Irlande.
On trouve aussi des bruns parmi les groupes ethniques d’Asie centrale et occidentale, dans des pays comme l’Iran, l’Afghanistan, le Pakistan et l’Inde du Nord.

## Biochimie
La mélanine donne aux cheveux bruns leur couleur distinctive. Les cheveux bruns contiennent plus de mélanine que les cheveux blonds, mais beaucoup moins que les cheveux noirs. Il y a deux types de mélanine : la mélanine noire et la mélanine brune. La noire est la plus foncée, la brune est la plus claire. La mélanine noire est surtout présente chez les Européens âgés et chez ceux qui ne sont pas d’origine européenne, alors que la mélanine brune se trouve surtout chez les jeunes européens et plus rarement chez des personnes issues d’autres ethnies. En l’absence d’autres pigments, une petite quantité de mélanine noire donne des cheveux gris, alors qu’une petite quantité de mélanine brune donnera des cheveux blonds. Souvent, les cheveux blonds ou roux deviendront bruns avec le temps.
Les gens ayant les cheveux bruns les ont généralement moyennement épais.
On pense que les bruns produisent plus de mélanine (ce qui protège la peau) et qu’ils ont donc le teint plus foncé. Les couleurs de peau des bruns sont en fait nombreuses, depuis les plus pâles aux plus bronzées. Les bruns peuvent avoir des yeux clairs ou foncés.

## Variétés de cheveux bruns
Les cheveux bruns présentent beaucoup de variétés, depuis le brun le plus foncé (presque noir) au brun clair présentant de légers signes de blondeur. Parmi les teintes de bruns, on trouve :
- Le brun très foncé : le plus sombre, qui peut être du châtain très foncé, et peut paraître noir de loin[3].
- Le brun foncé.
- brun chocolat.
- châtain : du brun moyen au brun foncé avec reflets auburn foncés.
- châtain clair.
- brun moyen : le brun classique, comparable au brun-roux.
- brun noisette : une variante du brun moyen, comparable au châtain clair.
- brun-doré (mordoré) moyen : brun avec une teinte jaune.
- brun-doré (mordoré) clair.
- brun-doré (mordoré) roux : un brun clair chaud aux reflets roux.
- brun cendré moyen.
- brun cendré clair : un brun presque blond.
- brun très clair : un brun qui devient blond moyen au soleil.

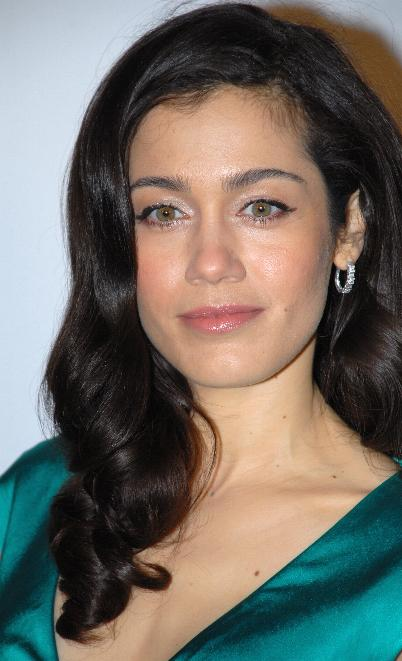
brun très foncé (Lymari Nadal)
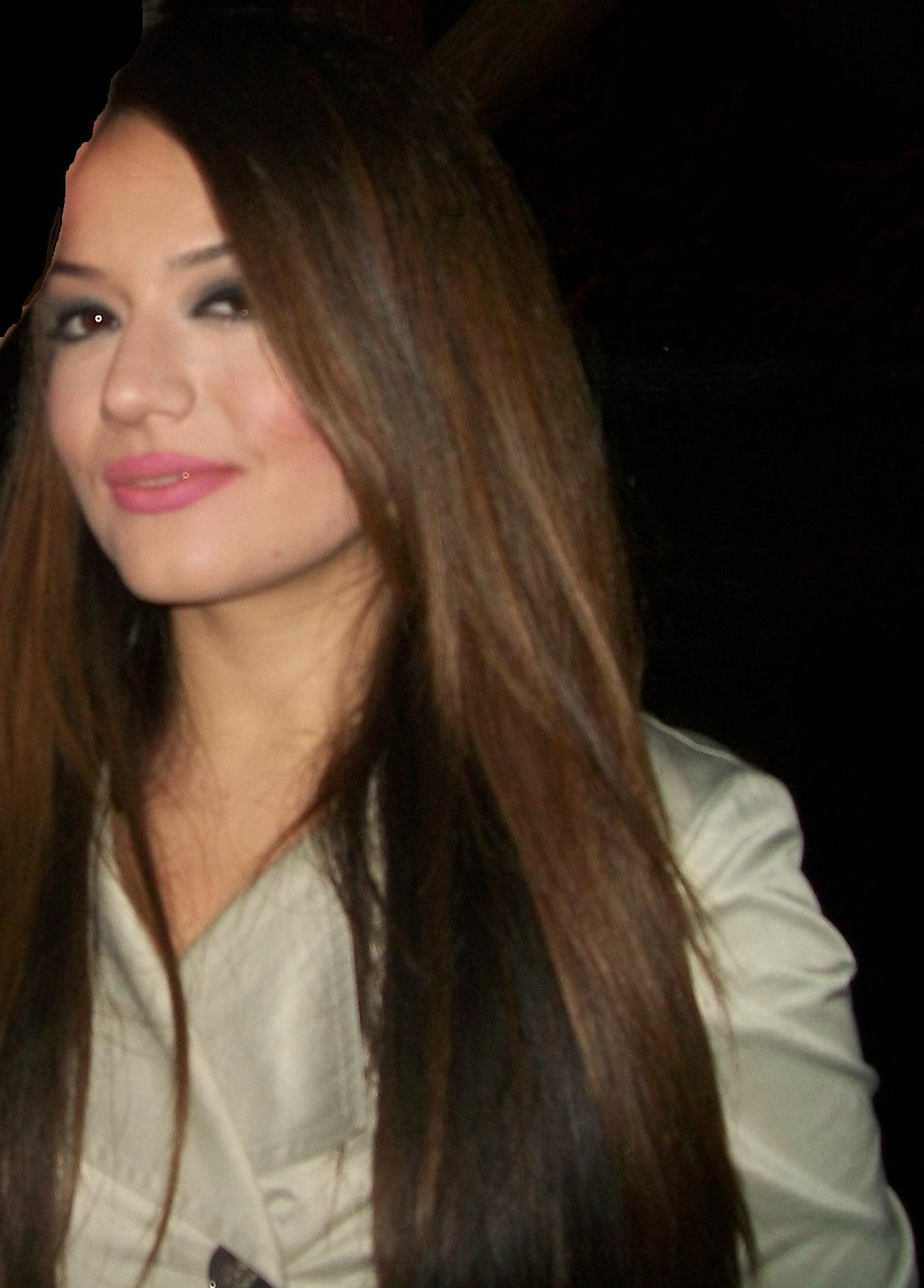
Châtain (Elena Risteska)
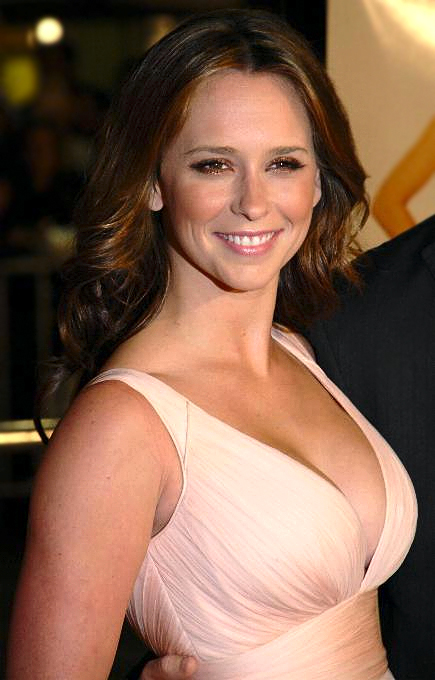
Brun-doré moyen (Jennifer Love Hewitt)
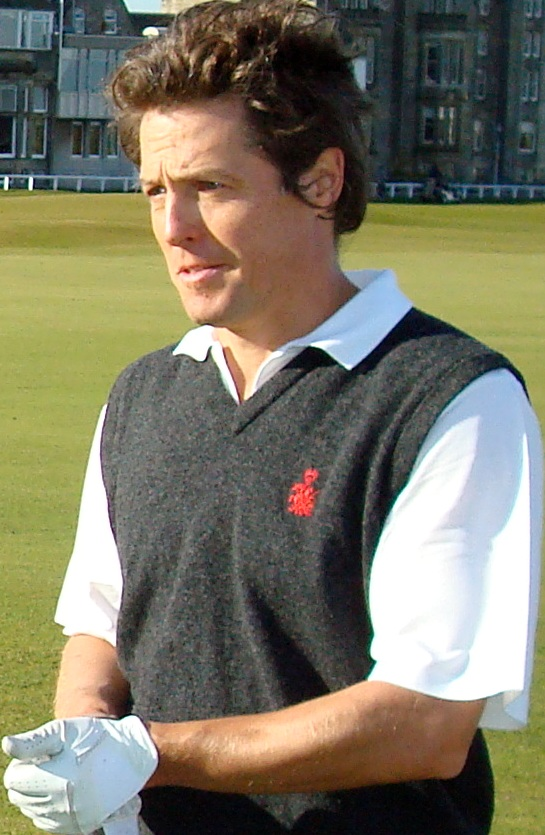
Brun moyen (Hugh Grant)
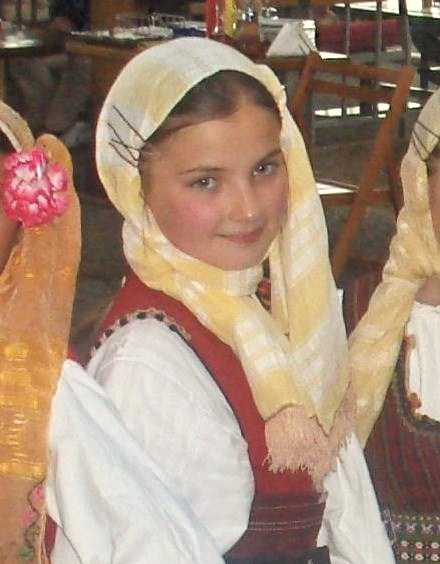
Brun-doré clair (une fille macédonienne)
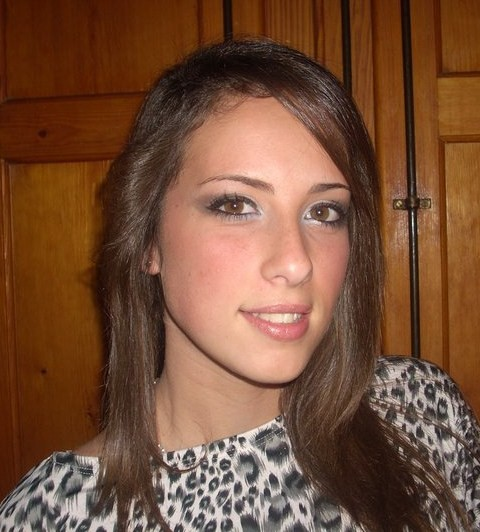
Brun cendré clair (une jeune fille sicilienne)

## Culture

### Connotations culturelles
Dans la culture occidentale populaire, il existe un stéréotype selon lequel les brunes sont stables, sérieuses et sophistiquées. Une étude britannique de la couleur des cheveux et de l’intensité de l’attirance a démontré que 62 % des hommes qui y participaient associaient les brunes à la stabilité et à la compétence. Les brunes étaient décrites comme aussi indépendantes et autarciques par 67 % des hommes, et aussi intelligentes par 81 %. D’après le magazine « Allure », 76 % des Américaines pensent que la première Présidente des États-Unis d’Amérique aura les cheveux bruns.

### Dans la fiction moderne
Anita Loos, l’auteur du roman et de la pièce Gentlemen Prefer Blondes (Les Hommes préfèrent les blondes), a écrit une suite intitulée But Gentlemen Marry Brunettes (Les hommes épousent les brunes). Un film a été tiré de cette suite, avec Jane Russell et Jeanne Crain.

### Art et fiction
La Dame de Shalott du poème de Lord Tennyson est représentée comme une brune sur la plupart des tableaux. Le tableau le plus célèbre de Leonard de Vinci, La Joconde, représente aussi une brune. Dans la comptine française Au clair de la lune, Lubin rend visite à sa voisine brune, sur les conseils de Pierrot. Dans la chanson irlandaise "The Star of the County Down" le narrateur d’une femme aux cheveux couleur de noix ("nut-brown"), appelée Rose McCann. Les héroïnes de Charlotte et Anne Brontë, Jane Eyre et Agnes Grey, sont aussi décrites comme des jeunes filles aux cheveux bruns (hazel hair [Jane Eyre] et dark brown hair [Agnes Grey]). Les brunes sont le sujet de la chanson Les brunes comptent pas pour des prunes, par Lio.

## Source
- (en) Cet article est partiellement ou en totalité issu de l’article de Wikipédia en anglais intitulé « Brown hair » (voir la liste des auteurs).